# Holly (album)
Pour les articles homonymes, voir Holly.

Holly est le premier album produit par le label Outcaste records / Pias France du chanteur compositeur canadien Justin Nozuka, sorti le 19 mars 2007 (deux éditions françaises : février 2008 puis février 2009).

## Liste des chansons
1. Down In A Cold Dirty Well
2. Golden Train
3. Be Back Soon
4. Mr. Therapy Man
5. Supposed To Grow Old
6. After Tonight
7. Criminal
8. I'm In Peace
9. Oh Momma
10. Save Him
11. If I Gave You My Life
12. Don't Listen to a Word You've Heard

## Anecdotes
Le titre de ce premier album, Holly, est le prénom de la mère de Justin Nozuka. Cet album lui est dédié car c'est elle qui lui a permis de réaliser ses projets musicaux en finançant ce premier opus. Et cela ne s'arrête pas au titre de l'album car il lui consacre également une chanson : Oh Momma.